# 1121

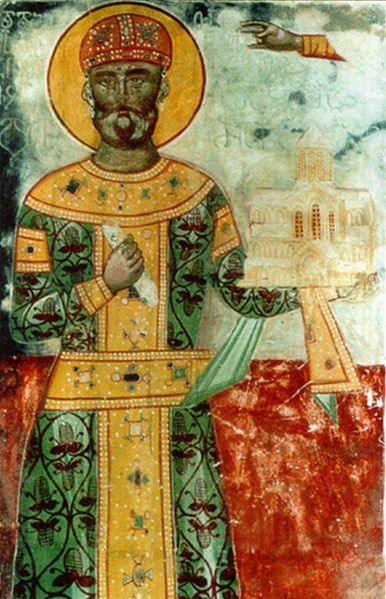
David IV van Georgië

Het jaar 1121 is het 21e jaar in de 12e eeuw volgens de christelijke jaartelling.

## Gebeurtenissen
mei
- 1 - Elevatie van het gebeente van de heilige Arnulfus van Reims.

augustus
- 12 - Slag bij Didgori: David IV van Georgië verplettert een numerieke overmacht van moslims onder Mahmud II. Georgië is niet langer schatplichtig. David verovert Tbilisi en maakt het zijn hoofdstad.

september
- 11 - De (voorloper van de huidige) Pieterskerk in Leiden wordt ingewijd door bisschop Godebald van Utrecht

zonder datum
- Paus Calixtus II stuurt zijn leger naar Rome. De bevolking levert tegenpaus Gregorius VIII aan hem uit, en Calixtus ontneemt Gregorius zijn pauselijke waardigheid.
- Joeri Dolgoroeki verplaatst de hoofdstad van zijn prinsdom Vladimir-Soezdal van Rostov naar Soezdal.
- Robert, een onechte zoon van koning Hendrik I wordt gecreëerd graaf van Gloucester.
- Na de dood van Frederik van Namen benoemt keizer Hendrik V Alexander I van Gulik tot prins-bisschop van Luik. Hij wordt echter niet geaccepteerd, en trekt zich terug. De bisschopszetel blijft vacant.
- De abdij van Floreffe, een dochterabdij van de een jaar eerder gestichte abdij van Prémontré, wordt gesticht.
- Hendrik I van Engeland trouwt met Adelheid van Leuven.
- Het huwelijk van Stefanus II van Hongarije met Christiana di Capua wordt ontbonden. Hij hertrouwt met Adelheid van Riedenburg.
- Frederik II van Zwaben trouwt met Judith van Beieren.
- Voor het eerst genoemd: Affligem, Poesele

## Opvolging
- Holland - Floris II opgevolgd door zijn zoon Dirk VI onder regentschap van diens moeder Petronilla van Lotharingen (of 1122)
- Manipur - Loiyumba opgevolgd door Loitongba
- patriarch van de Maronitische Kerk - Petrus I in opvolging van Jozef I
- Pommeren - Swantopolk I opgevolgd door Wartislaw I

## Afbeeldingen

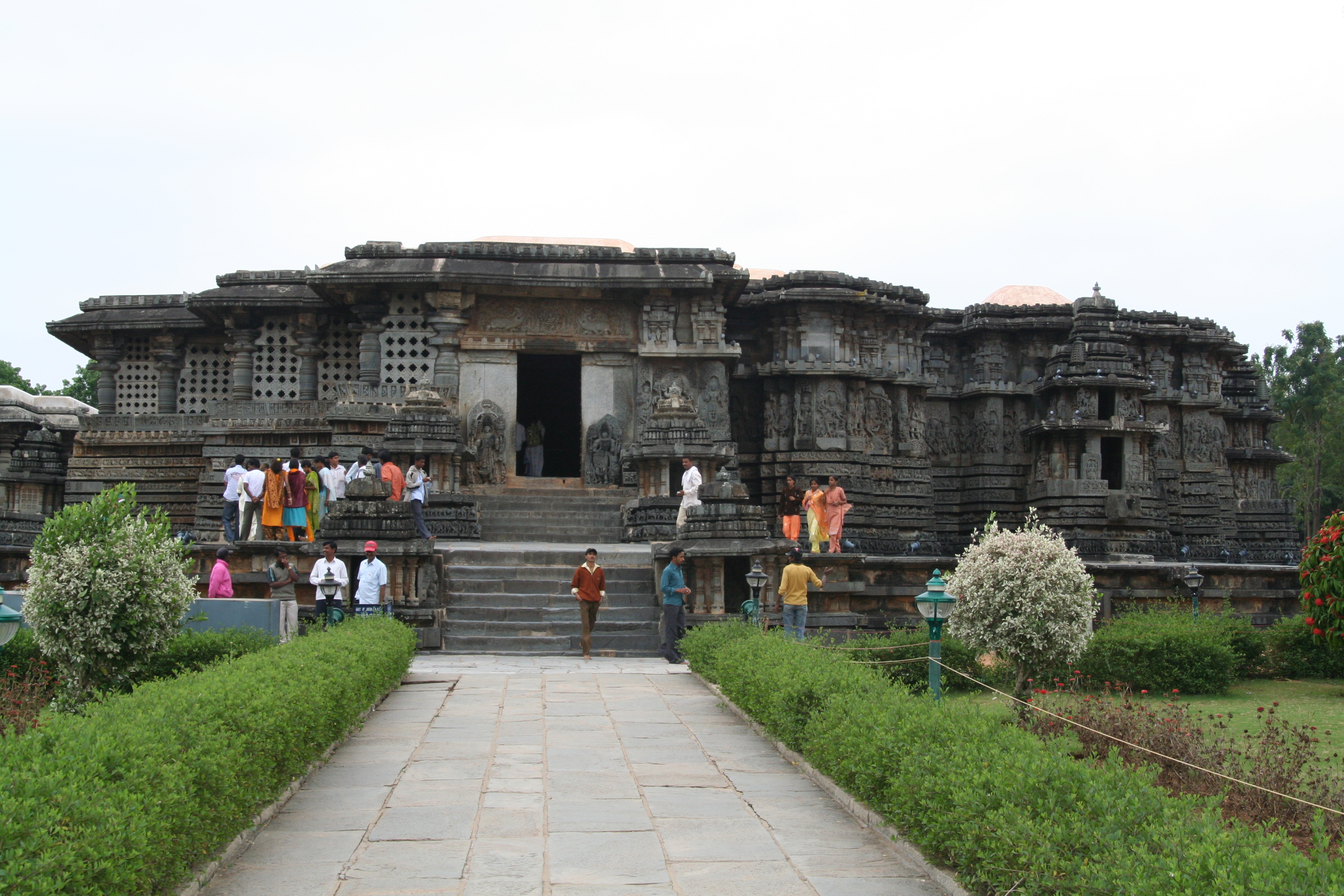
Halebeedu tempel, India (1121)
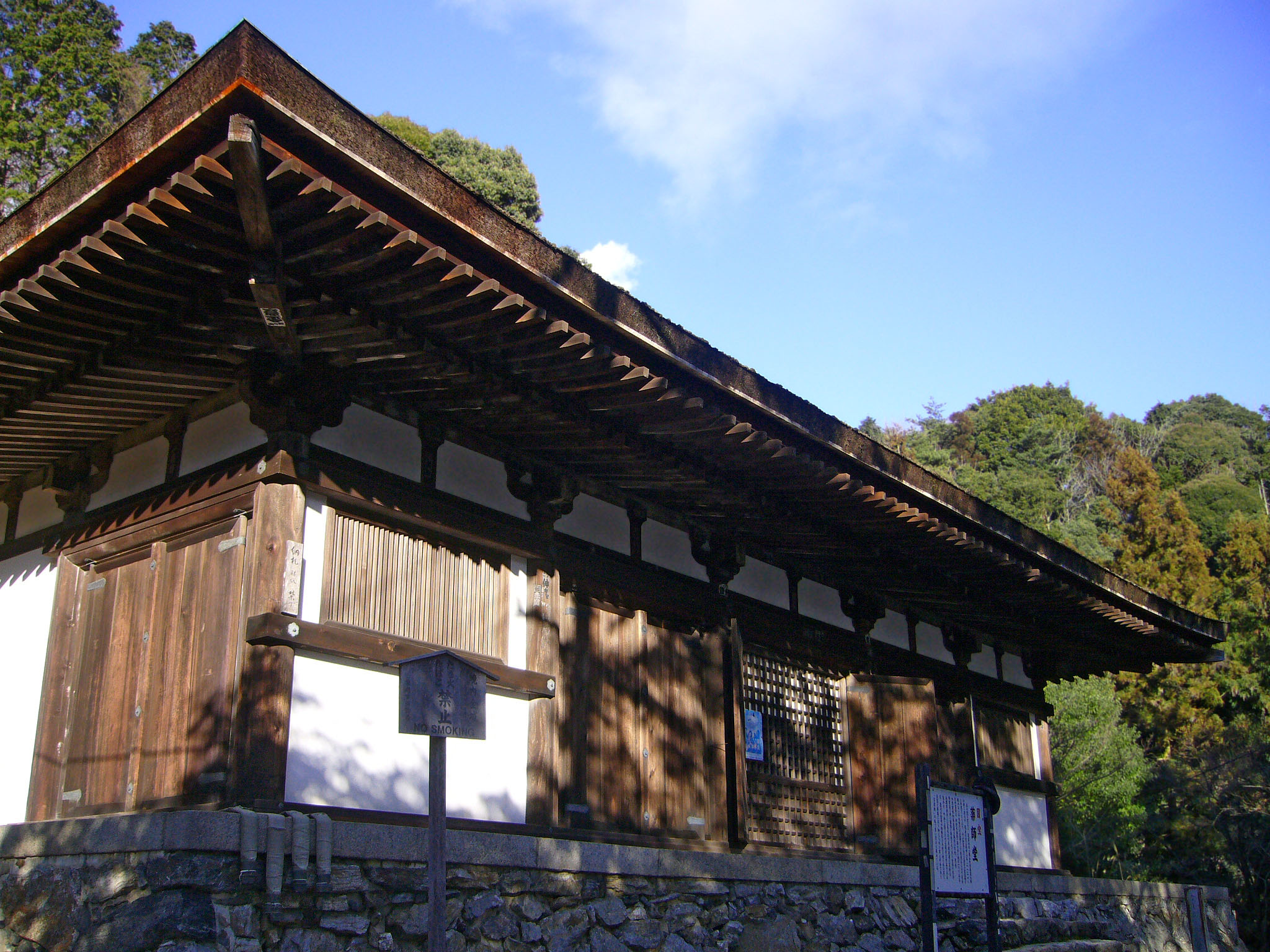
Yakushidō, Kyoto, Japan (1121)

## Geboren
- Hendrik van Frankrijk, aartsbisschop van Reims (jaartal bij benadering)
- Eleonora van Aquitanië, later koningin van achtereenvolgens Frankrijk en Engeland

## Overleden
- 18 januari - Willem van Champeaux (~50), Frans filosoof en bisschop
- 2 maart - Floris II, graaf van Holland (of 1122)
- 23 april - Jón Ögmundsson, bisschop van Hódar
- 2 mei - Frederik van Namen, prins-bisschop van Luik
- 11 december - Al-Afdal Shahanshah (~55), regent der Fatimiden (vermoord)
- Raimbaut II van Orange (~55), Frans kruisvaarder (vermoedelijke jaartal)